# 찰라프
찰라프(키르기스어: чалап), 찰로브(우즈베크어: chalob), 샬라프(카자흐어: шалап), 또는 탄(키르기스어: тан)은 카자흐스탄과 키르기스스탄에서 유명한 음료이다. 카트크, 소금으로 구성되어있으며 오늘날에는 탄산수 또한 들어간다.

## 같이 보기
- 카트크
- 카자흐스탄 요리